# سپنگوکو
سپنگوکو (به لهستانی:  Sypniewko) یک روستا در لهستان است که در گمینا یاستروویه واقع شده‌است. سپنگوکو ۴۰ نفر جمعیت دارد.